# Ibovespa
O Ibovespa é o mais importante indicador do desempenho médio das cotações das ações negociadas na bolsa de valores do Brasil (B3). É formado pelas ações com maior volume negociado nos últimos meses. O valor atual representa a quantia, em moeda corrente, de uma carteira teórica de ações, constituída em 2 de janeiro de 1968, a partir de uma aplicação hipotética. Atribuiu-se o valor-base de 100 a um lote-padrão cujo carteira se avoluma sem receber mais nenhum aporte, com o acréscimo exclusivo de proventos gerados pelas ações que compõem o lote-padrão tais como o reinvestimento de dividendos, dos valores recebidos a título de juros sobre capital próprio, o exercício de direitos e recebimento de bonificações, tratando-se de um índice de retorno total.
Na B3, os investidores podem negociar ações de aproximadamente 500 empresas diferentes. Para se ter um indicador que represente de forma fiel e eficiente o comportamento do mercado, foi criado o Ibovespa. Trata-se da formação de uma carteira de investimentos teórica que, ao final de 2021, era composta de 91 ações de 84 empresas, retratando a movimentação dos principais papéis negociados na B3, representando não só o comportamento médio dos preços mas também o perfil das negociações - do mercado à vista - observadas nos pregões.
Estas ações, em conjunto, representam 80% dos negócios e do volume financeiro transacionado no período anterior à formação da carteira. Como critérios adicionais, exige-se que a ação apresente, no mínimo, 95% de presença nos pregões do período, limitando o peso de um papel a 20% do índice e proibindo a entrada das chamadas penny stocks, aquelas negociadas a valores muito baixos (no caso brasileiro, abaixo de R$ 1,00 por ação). O critério no cálculo do Ibovespa é o Índice de Negociabilidade do papel, definido com o peso de um terço para o número total de negócios realizados e dois terços para os volume transacionado - excluídos os negócios diretos. Para que sua representatividade se mantenha ao longo do tempo, a composição da carteira teórica é reavaliada a cada quatro meses.
O índice é calculado em tempo real, considerando instantaneamente os preços de todos os negócios efetuados no mercado à vista com ações componentes de sua carteira (lote padrão) e é divulgado pela B3, podendo ser acompanhado on line.

## História[4]
A metodologia do Índice Bovespa foi criada com o primeiro índice da Bolsa de Valores do Rio de Janeiro, desenvolvido pelo Prof. Mário Henrique Simonsen e equipe em 1962. Em 1966, Luís Sérgio Coelho de Sampaio, Superintendente Técnico, concebeu e implantou várias alterações metodológicas no antigo índice. Em janeiro de 1967 inicia-se o IBV - Índice da Bolsa de Valores do Rio de Janeiro, cuja metodologia foi adotada pela Bolsa de Valores de São Paulo na implantação do índice Bovespa em janeiro de 1968, tendo sido inúmeras vezes aprimorada. A primeira carteira para o IBOVESPA abrangia 18 blue chips. Na segunda carteira, houve a expansão para 27:
- Banco da América
- Banco Comercial do Estado
- Banco do Comércio e Industria (ações preferenciais)
- Banco do Estado de São Paulo
- Banco Federal Itaú Sul Americano
- Aços Villares (ações preferenciais)
- Alpargatas S.A.
- Companhia Antarctica Paulista
- Arno
- Casa Anglo Brasileira
- Cimaf
- Cimento Portland Itau (ações ordinárias e preferenciais)
- Companhia Docas de Santos
- Duratex (atual Dexco) (ações preferenciais)
- Industrias Villares (ações ordinárias e preferenciais)
- Kibon
- Lojas Americanas
- Manufaturas de Brinquedos Estrela (ações preferenciais)
- Companhia Melhoramentos de São Paulo
- Moinho Santista
- Companhia Paulista de Força e Luz (CPFL Energia)
- Ref. Expl. de Petróleo União (ações preferenciais)
- Companhia Souza Cruz (atual BAT Brasil)
- Companhia Vale do Rio Doce (atual Vale S.A.)
- Willys do Brasil (ações ordinárias)

Em maio de 1971 o índice registrou um pico de cotações (boom) com as ações se valorizando no período de janeiro de 1968 a 1971, 12 vezes em termos reais (descontada a inflação conforme IGP-DI da Fundação Getúlio Vargas). Essa época ficou conhecida como Milagre econômico brasileiro. Após a alta, o mercado sofreria com o estouro da bolha especulativa nas Bolsas do Rio de Janeiro e São Paulo, conhecido como "Crash de 1971", com um longo período de declínio das cotações do IBOVESPA que chegou ao nível mais baixo desse período em janeiro de 1973. Entre 1977 a 1982 o índice flutuaria em patamares ainda mais baixos até que em 1983 ocorreria o início de um boom vigoroso que atingiria o pico em abril de 1986 (subida real de 988,46% em 35 meses) mas que, assim como o "crash" de 1971, seria sucedido por um novo processo de baixa vertiginosa em 1987.
Devido à crise financeira de 2008, a bolsa brasileira registrou grandes baixas. A Crise de 2008 foi um dos eventos mais marcantes da história financeira. Ela foi desencadeada pelo colapso de grandes instituições financeiras nos Estados Unidos, incluindo o Lehman Brothers, e teve ramificações em todo o mundo. Devido a sua magnitude, os investidores optaram por procurar investimentos de menor risco, retirando o seu capital de mercados emergentes e aportando em ativos mais seguros. Isso somado à desvalorização do real em relação ao dólar, resultou em uma queda acentuada do índice Ibovespa. 
Em 2014, com o início de uma recessão no Brasil, novas perdas foram registradas.
O mercado financeiro tinha forte resistência à agenda econômica do governo Dilma Rousseff, e a partir do momento que o seu impeachment se tornou mais provável, o Ibovespa registrou ganhos com as expectativas geradas pelas mudanças econômicas prometidas pelo seu vice-presidente e sucessor Michel Temer, mesmo sem que a economia brasileira fosse capaz de retomar o patamar anterior a 2014. Em 19 de junho 2019, o índice fechou o dia pela primeira vez acima da marca dos cem mil pontos (100 303,41), patamar que havia superado apenas em 18 de março do mesmo ano, tendo caído antes do fim do pregão.
Com a popularização dos bancos digitais e das plataformas de investimentos, diminuindo o valor mínimo a partir do qual é economicamente viável manter investimentos na bolsa de valores, a partir de 2019 houve um crescimento vertiginoso no número de pessoas negociando papéis na B3 a uma taxa aproximada de 500 mil novos investidores por semestre, passando de 600 mil pessoas em 2017 para mais de 3,2 milhões de investidores em 2021:

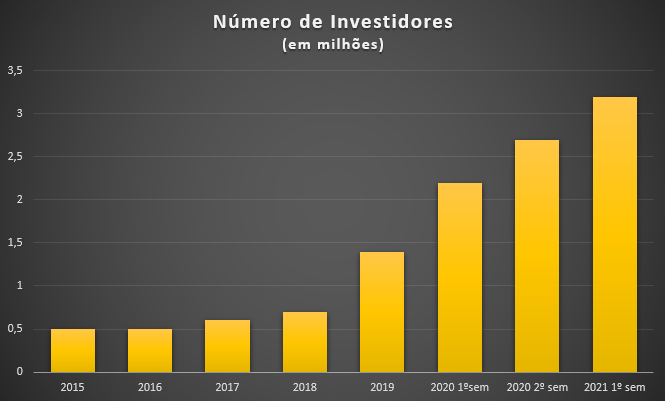

Em 2020, a Pandemia causada pelo coronavírus derrubou bolsas mundiais, o índice brasileiro foi fortemente afetado, a queda fez a bolsa sair de que era o seu recorde nominal (119 527,63) em 23 de janeiro de 2020 e atingir a sua mínima (63 569,62) em 23 de março de 2020.
Com a recuperação dos mercados acionários em todo o mundo, as bolsas brasileiras tiveram uma grande recuperação, ultrapassando as máximas anteriores em 7 de janeiro de 2021 (122 385,92) e chegando a um, até então, novo recorde nominal em 7 de junho de 2021 (130 776,27).
Em 14 de dezembro de 2023, a Bolsa havia batido um novo recorde de mais de 130 mil pontos; porém, esse patamar foi ultrapassado por outras máximas históricas nos dias 19 (131 850), 26 (133 532 pontos) e 27 (134 193) do mesmo mês, a maior da história.

## Ajustes do Ibovespa
Valor-base do lote-padrão em 2 de janeiro de 1968 = 100
- divisão por 100, em 3 de outubro de 1983 (Valor-base = 1)
- divisão por 10, em 2 de dezembro de 1985 (Valor-base = 1E-01)
- divisão por 10, em 29 de agosto de 1988 (Valor-base = 1E-02)
- divisão por 10, em 14 de abril de 1989 (Valor-base = 1E-03)
- divisão por 10, em 12 de janeiro de 1990 (Valor-base = 1E-04)
- divisão por 10, em 28 de maio de 1991 (Valor-base = 1E-05)
- divisão por 10, em 21 de janeiro de 1992 (Valor-base = 1E-06)
- divisão por 10, em 26 de janeiro de 1993 (Valor-base = 1E-07)
- divisão por 10, em 27 de agosto de 1993 (Valor-base = 1E-08)
- divisão por 10, em 10 de fevereiro de 1994 (Valor-base = 1E-09)
- divisão por 10, em 3 de março de 1997 (Valor-base = 1E-10)